# Vejen EH
Vejen Elite Håndbold eller Vejen EH var en håndboldklub i Damehåndboldligaen. Klubben erklærede sig selv konkurs den 28. april 2014.
Vejen EH begyndte som KIF Vejen i 2005, hvor man i Kolding IF Håndbold mente, at dameholdet i for høj grad stod i skyggen af det succesrige herrehold. Ved fysisk at flytte holdet til Vejen håbede man på at tiltrække tilstrækkeligt med tilskuere og sponsorer til at fastholde dameholdets position i ligaen.
I 2011 blev det besluttet helt at bryde med Kolding IF. Fra begyndelsen af sæsonen 2013/14 skiftede klubben så til det nuværende navn. Imidlertid kneb det med at skaffe tilstrækkeligt med indtægter, og 27. februar 2014 var klubben meget tæt på lukning. Det lykkedes at fremskaffe kapital så sæsonen kunne spilles færdig, men to måneder efter erklærede bestyrelsen klubben for konkurs. Vejens plads i ligaen blev tilbudt til Nykøbing Falster HK.

## Trup 2013/14
| Nr. | Navn                 | Nationalitet | Position               |
| --- | -------------------- | ------------ | ---------------------- |
| 1   | Bente Højmark        | Danmark      | Målvogter              |
| 2   | Astrid Schultz       | Danmark      | Højre Fløj             |
| 6   | Anne Sofie Kleeman   | Danmark      | Venstre Back           |
| 7   | Cecilie Hansen       | Danmark      | Playmaker              |
| 8   | Michelle Brandstrup  | Danmark      | Højre Back             |
| 9   | Sille Thomsen        | Danmark      | Stregspiller           |
| 10  | Lise Binger          | Danmark      | Højre Fløj             |
| 11  | Celina Hehnel Hansen | Danmark      | Venstre Back/Playmaker |
| 12  | Rikke Poulsen        | Danmark      | Målvogter              |
| 13  | Carolin Schmele      | Tyskland     | Venstre Back           |
| 15  | Louise Føns          | Danmark      | Venstre Fløj           |
| 16  | Sara Keçeci          | Tyrkiet      | Målvogter              |
| 17  | Jette Hansen         | Danmark      | Bagspiller             |
| 21  | Ida Bjørndalen       | Norge        | Højre Back             |
| 25  | Julie Bang           | Danmark      | Stregspiller           |
| 27  | Camilla Madsen       | Danmark      | Venstre Fløj           |

## Resultater
- 2010: Cup Winners Cup – Finale
- 2010: Damehåndboldligaen – Bronzemedalje